# Timian
 For alternative betydninger, se Thymus. (Se også artikler, som begynder med Thymus)
Timian (Thymus) er en slægt med mere end 350 forskellige arter i Europa, Mellemøsten og Nordafrika. Det er aromatisk duftende stauder eller halvbuske med spinkle eller trådagtige stængler, som er firkantede i tværsnit og fint behårede. De ovale blade sidder modsat og er hele, helrandede og ofte stedsegrønne. Blomsterne er samlet i kompakte, endestillede hoveder. De enkelte blomster er uregelmæssige med hvide, lyserøde eller purpurrøde kronblade, som kan spises. Frugterne er nødder.
| Beskrevne arter |

| Andre arter |